# Pierre-René-Léonard Delaunay
Pour les articles homonymes, voir Delaunay.
Pierre-René-Léonard Delaunay (6 novembre 1764, Le Merlerault - 11 septembre 1829, Paris), est un homme politique français.

## Biographie
Avocat à Séez, officier municipal de Séez en 1790, il fut élu successivement administrateur du district, procureur-syndic par intérim, et procureur de la commune. Officier municipal à Alençon au moment de la proscription des Girondins (31 mai 1793), il protesta en leur faveur et fut emprisonné jusqu'au 9 thermidor.
Administrateur du département de l'Orne sous le Directoire, il devint juge-président de section au tribunal civil d'Alençon, puis juge au tribunal d'appel de Caen, et enfin président du tribunal criminel de l'Orne. Membre de la Légion d'honneur du 25 prairial an XII (1804), il fut nommé par l'Empereur, à la réorganisation des tribunaux, conseiller à la cour de Caen. 
Le 22 août 1815, le collège de département de l'Orne l'élut député. Il siégea dans la minorité de la Chambre introuvable, fut réélu, le 4 octobre 1816 et le 20 septembre 1817. Il tint un rang modeste dans la majorité constitutionnelle, fut nommé conseiller à la cour royale de Paris, le 26 juin 1818, et ne fit pas partie d'autres législatures.

## Pour approfondir